# 설월여자고등학교
설월여자고등학교(雪月女子高等學校)는 대한민국 광주광역시 남구 방림동에 있는 사립 고등학교이다.

## 학교 연혁
- 1978년 11월 9일 : 설월학원 설립
- 1996년 10월 31일 : 설월여자고등학교 인가
- 1997년 3월 1일 : 초대 교장 최흥렬 선생 취임
- 1997년 3월 5일 : 제1회 입학식(8학급 381명)
- 2000년 2월 9일 : 제1회 졸업식(8학급 376명 배출)
- 2017년 9월 1일 : 장세정 교장 취임
- 2025년 1월 6일 : 제26회 졸업식(졸업생 199명 배출, 총 8,641명)
- 2025년 3월 4일 : 제29회 입학식(10학급 207명)

## 참고 자료
- 설월여자고등학교 - 한국교육학술정보원 학교알리미